# 構内配線

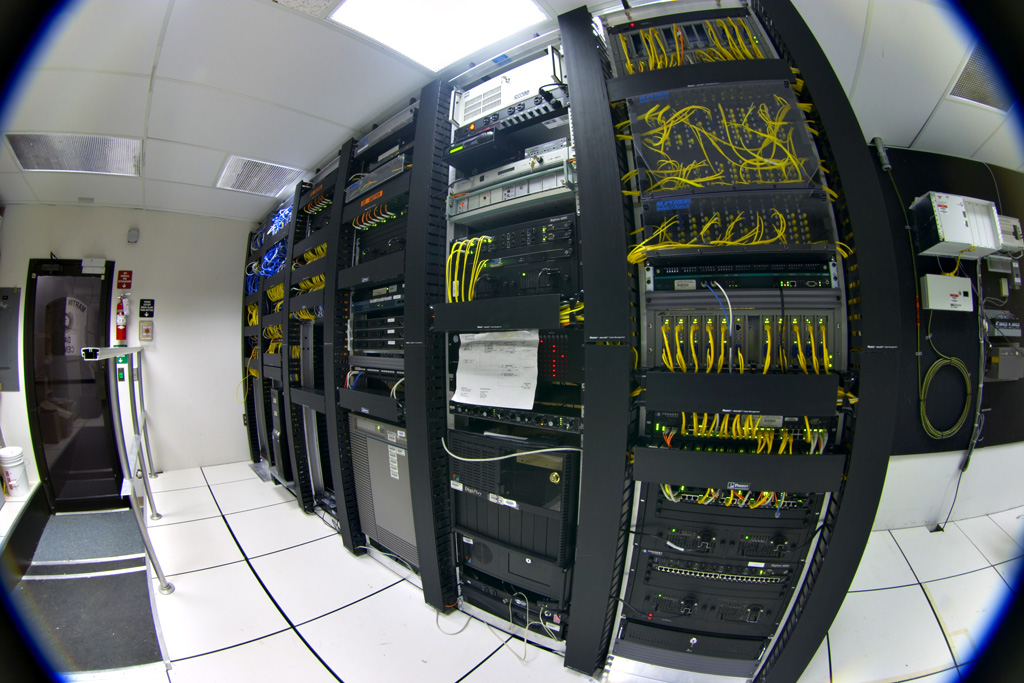
データセンタ

構内配線（こうないはいせん、英: Structured cabling）は、単一または複数のビルからなる構内の通信配線基盤であり、標準化された各種構成要素からなる。

## 概要
構内配線は以下の6つのサブシステムに分けられる。
- エントランス・ファシリティ - 構内と外界のインタフェース
- 機器室 - 建物内の各種機器を置く部屋
- 通信室 - 幹線システムと水平配線サブシステムを繋ぐ通信機器やデータ機器が置かれる部屋
- 幹線配線 - 名前の通り、エントランス・ファシリティと機器室や通信室を繋ぐ配線
- 水平配線 - 通信室と1つのフロアにある各通信アウトレットとを繋ぐ配線
- ワークエリア配線 - エンドユーザ機器と水平配線システムの通信アウトレットとを繋ぐ配線

構内配線設計と実装はいくつかの標準規格に従ってなされる。これら標準規格は、データセンター、オフィス、集合住宅などでのデータおよび音声通信の配線を扱うもので、カテゴリー5ケーブル、カテゴリー6ケーブル、モジュラーコネクタなどを使用する。これら標準には、中心となるパッチパネル（通常、19インチラックで実装）と通信アウトレットの間でスター型の配線をどのように形成するかが定義され、そこから各接続がどのように使われるのかが正確に決定される。各通信アウトレットは、データネットワークスイッチ（やはり19インチラック実装）に接続されるか、パッチパネル経由で構内交換機 (PBX) の電話回線網に接続して音声通信を可能とする。
データポートとして接続される線としては、通常のパッチケーブルが使われ、もう一方の端はコンピュータが接続される。音声の場合、多くの国では電話回線用ソケットと8P8Cコネクタの変換が必要となる。アメリカ合衆国ではそのようなアダプタは不要で、RJ-11で使われる 6P6C プラグは 8P8C ソケットと物理的互換性があり、配線も 8P8C と RJ-11 で互換性がある。イギリスでは、6ピンのBTソケットは 8P8C と物理的に非互換であるため、アダプタが必須である。
パッチパネルで各配線がどういう信号を伝送しているのかを示すために色つきのパッチケーブルを使うのが普通だが、構内配線の標準でそれが求められているわけではない。

## 構内配線の標準規格
アメリカ合衆国では、TIA/EIA-568-B が構内配線の標準となっている。ヨーロッパを中心として世界的には ISO/IEC 11801 が標準とされている。日本では、ISO/IEC 11801 に基づき、JIS X 5150 が規格として策定された。

## 日本での実情
日本において、通信用の構内配線は実際には以下のような構成で成り立っていることが多い。以下一般的なオフィスビルを例にとって解説する。
- 引き込み口 - 公道とビル敷地の境界付近に設けられる、通信ケーブルの引き込み口。
- MDF - 公道から引き込まれてきた各電気通信事業者のケーブルと、構内配線との間を接続する主配線盤（MDF）が置かれる。通常電気通信事業者とビル所有者の間の責任分界点となる。大規模なビルでは普通独立した部屋となっているが、中小ビルでは壁に埋め込まれた形になっていることも多い。
- EPS - Electric Pipe Shaftの略で、ビル各階に通信ケーブルを配線するための縦軸管路。ビル内の幹線ケーブルが通されている。大規模ビルでは、各階のフロア内ケーブルと幹線ケーブルを接続するための配線盤も置かれている場合がある。
- 成端箱 - EPSから引かれてきた多芯ケーブルと機器接続用のケーブル（単芯・2芯のものが多い）を接続・収容するための配線盤。普通フロア内に置かれる。

電気通信事業者の提供する通信回線と接続する構内配線については、多くの場合構内配線も含め電気通信事業者側が施工を行い、契約者は電気通信事業者から構内配線をレンタルする。またNTT東日本・NTT西日本の電話回線では、NTTが施工した屋内配線を契約者が買い取ることもできる。ただし屋内配線を買い取った場合、屋内配線に起因するトラブルの責任は契約者側に所在することになるため、修理等が必要な場合は自分で（通常は専門業者を呼んで）対応しなければならない。